# Giovanni Bonifacio
Pour les articles homonymes, voir Bonifacio (homonymie).
Giovanni Bonifacio (né à Rovigo le 6 septembre 1547 et mort le 23 juin 1635 à Padoue) est un écrivain, juriste et historien italien.

## Biographie
Giovanni Bonifacio est né dans une famille noble de Rovigo en 1547, il étudie d'abord la littérature sous la direction d'Antonio Riccoboni, puis la jurisprudence pendant cinq ans, obtenant son diplôme en 1573 à l'université de Padoue. Après son retour à Rovigo, il travaille comme avocat pendant quelques années, puis pendant une quarantaine d'années comme juge collégial, dans divers rôles (conseiller, vicaire, juge du mal) et dans diverses villes de la république de Venise : Bergame (1593-1594), Belluno (1594-1595), Feltre (1595-1597), Padoue, Vérone, Brescia. Entre-temps, il déménage à Trévise et épouse une riche héritière en 1575. Il se marie une deuxième fois en 1610 avec une veuve de Padoue, ville dans laquelle il s'installe jusqu'en 1624, l'année où il prend sa retraite à Rovigo, bénéficiant des pensions et de l'héritage de sa première épouse. Il déménage à nouveau en 1632 à Padoue, où il meurt trois ans plus tard, en 1635.
Dans le domaine littéraire, il fait ses débuts dans sa ville natale en 1572 avec un conte comique en cinq actes, Sopherotomania (publié à Vicence en 1622). Sa production ultérieure comprend diverses expériences théâtrales: la fable pastorale Montano (Vicence 1622), la tragicomédie Raimondo (Rovigo 1628), la tragédie Nicasio (Rovigo 1629).
En 1604, il écrit un court traité sur sa profession de juge collégial, L'Assessore (publié à Rovigo en 1627), dans lequel il évoque également la pratique de la torture, la déplorant comme un outil très peu fiable mais recommandant son utilisation dans certains cas. Il écrit plusieurs autres ouvrages sur un thème juridique plus large : le Liber de furtis (6 éditions de 1591; réimprimé à Vicence en 1599) en latin; en italien il écrit le Commentaire (Rovigo 1624 ; réimprimé à Venise en 1694 et 1844), dans lequel il traite du droit féodal ; La Méthode des lois de la république sérénissime de Venise (Rovigo 1625) est un recueil de la législation vénitienne.
Son œuvre fondamentale, cependant, est de type historiographique, l'« Historia Trivigiana» de ses origines à 1591, écrit au cours d'une décennie et publié à Trévise en 1591 (ré-imprimé à Venise en 1744), ce qui lui donne la renommée d'érudit et diverses reconnaissances. Bonifacio était membre de l'Accademia dei Solleciti à Trévise depuis 1588, de l'Accademia Veneziana à Venise depuis 1592, de l'Accademia dei Fecondi à Padoue depuis 1604 et des Filarmonici à Vérone depuis 1614.
Parmi ses autres œuvres, L'Arte de' Cenni (L'Art des gestes, 1616), dans lequel il examine le langage non verbal, en identifiant plus de 600 formes d'expression corporelle différentes. La République des abeilles (1627) est un conte fantastique et utopique consacré à Urbain VIII, cité, avec d'autres utopies de la Renaissance, comme l'un des premiers exemples de la science-fiction italienne.

## Œuvres

### Théâtre
- Sopherotomania, 1572 ( Vicence, 1622), comédie en cinq actes.
- Montano, Vicence 1622, fable pastorale.
- Raimondo, Rovigo 1628, tragi-comédie.
- Nicasio, Rovigo 1629, tragédie.

### Droit
- Liber de furtis : ..., in quo universa materia contrectationum diligenter examinatur, complures venetæ leges commemorantur, quid in praxi sit observandum demonstratur, Mazzucchelli, 1591 (6 éditions;  Vicence 1599).
- Commentario, Rovigo 1624 ( Venise 1694 et 1844).
- Il Metodo delle leggi della Serenissima Repubblica di Venezia, Rovigo 1625.
- L'Assessore, Rovigo, 1627.

### Histoire
- Historia Trivigiana, Trevise, 1591 (rist. Venezia, 1744).

### Autre
- L'Arte de' Cenni, Vicence 1616.
- L'Ercole. Dialogo, intorno ai nomi, che alli figliuoli si devono imponere, Rovigo, 1624.
- La repubblica delle api... con la quale si dimostra il modo di ben formare un nuovo governo democratico, Rovigo, 1627. (Texte original)
- L'arti liberali et mecaniche, come siano state da gli animali irrationali a gli huomini dimostrate, Rovigo, 1628.
- De epitaphiis componendis, Rovigo, 1629.